# Place du Marché-aux-Poissons (Strasbourg)
Ne doit pas être confondu avec Marché-aux-Poissons ou Place du Marché-au-Poisson (Douai).
La place du Marché-aux-Poissons (en alsacien : Nejer Fischmärik) est une place du centre de Strasbourg (Bas-Rhin), située au bord de l'Ill, au pied de la  cathédrale et à proximité immédiate du Palais Rohan. Elle va de la rue de Rohan à la place du Marché-aux-Cochons-de-Lait. C'est une zone piétonne.

## Histoire

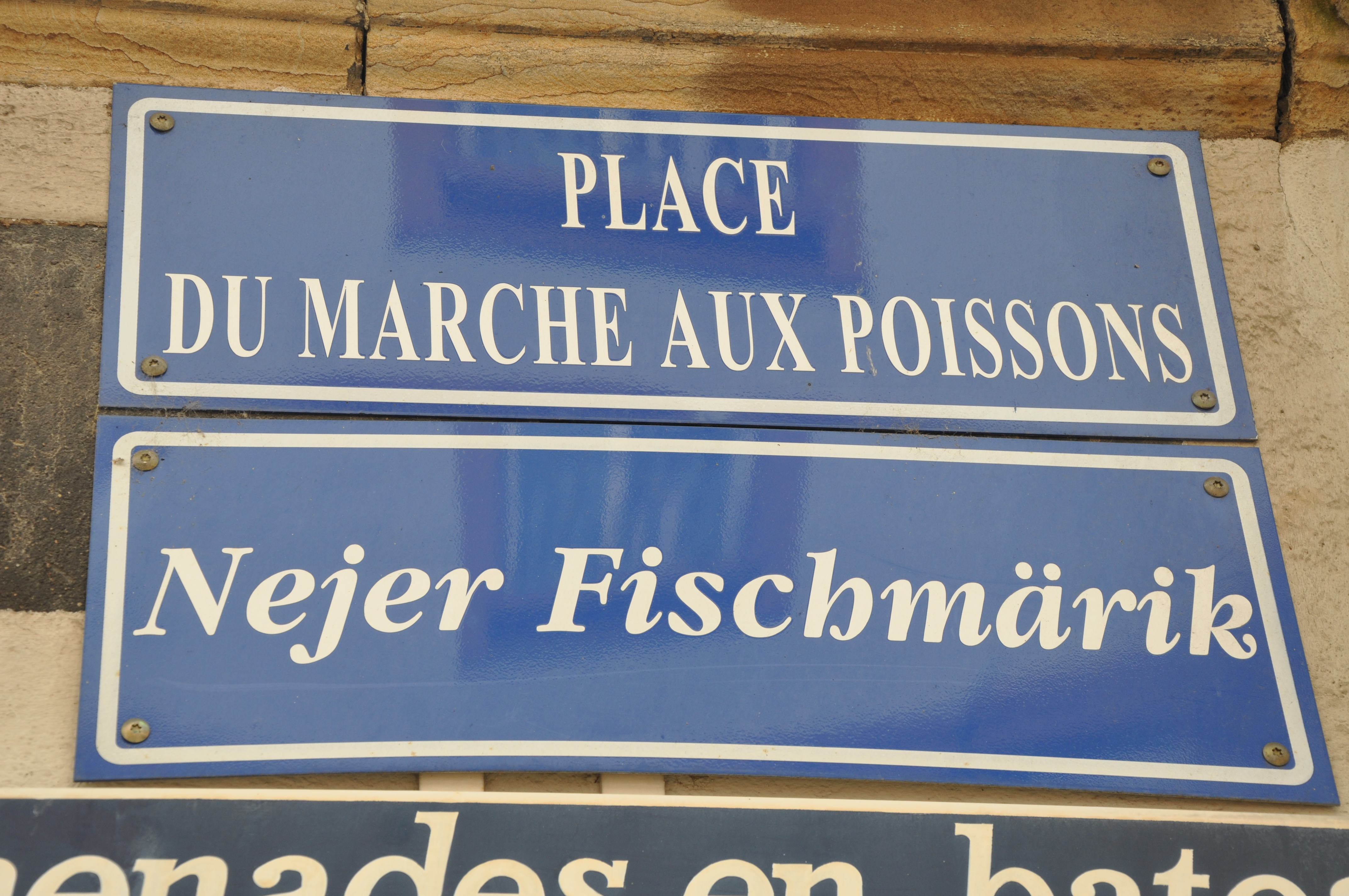
Plaque bilingue (2011).

Jusqu'au milieu du XIXe siècle, l'histoire de la place se confond avec celles de la Grande-Boucherie et du Marché-aux-Cochons-de-Lait.
Selon Adolphe Seyboth (1890), l'emplacement aurait successivement été désigné ainsi : Holzmerket, Forum lignorum (1240, 1350, 1466, 1587), Holzstaden (1600), Krautmarkt (1672, 1680), marché aux herbes (1680), marché aux choux (1765, 1771), nouveau marché aux poissons (1812, 1815), place du blaireau (1820), Dachsstaden (1820), place de la halle au poisson (1815).
Les changements de langues liés aux guerres font alterner la version française et la version allemande : place du marché-aux-poissons (1870, 1918, 1945) et Neuer Fischmarkt (1872, 1940).
À partir de 1995, des plaques de rues bilingues, à la fois en français et en alsacien, sont mises en place par la municipalité lorsque les noms de rue traditionnels étaient encore en usage dans le parler strasbourgeois. C'est le cas du Nejer Fischmärik.

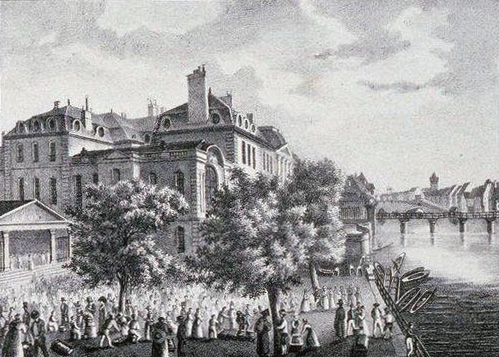
Vue de la halle aux poissons (1840).
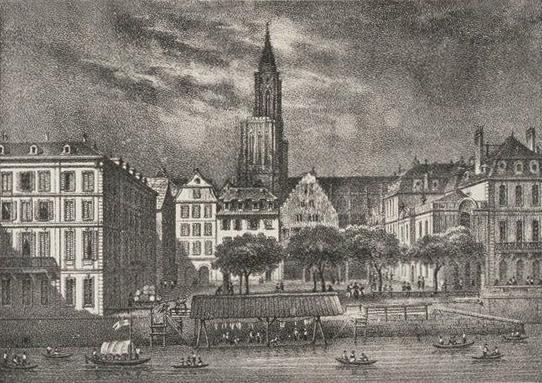
La place en 1840.
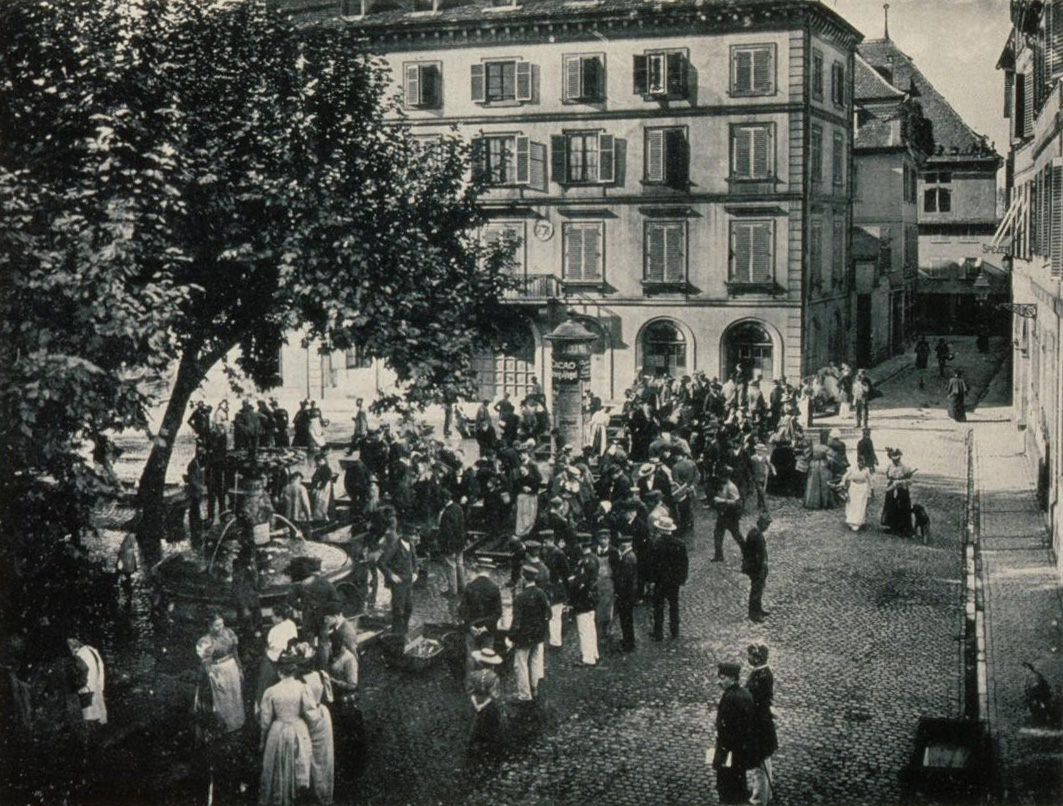
La place en 1897.
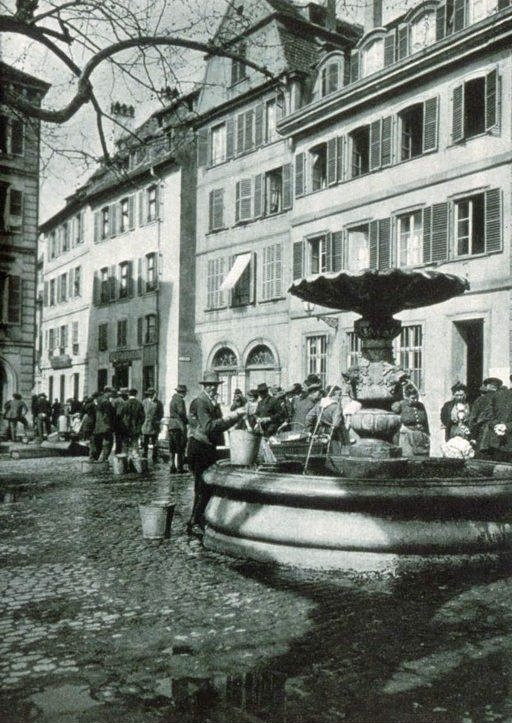
L'ancienne fontaine en 1919.

## Bâtiments remarquables
- no 1 : La maison actuelle, située à l'angle de la rue de Rohan, est un pastiche du XVIIIe siècle, érigé au XIXe siècle. Auparavant se trouvait à cet endroit un vaste immeuble à encorbellement et à pignon du XVIe siècle, perpendiculaire à la place, remplacé en 1812 par une construction de plus petite taille, à colonnes et à fronton, servant de halle aux poissons jusqu'en 1870.

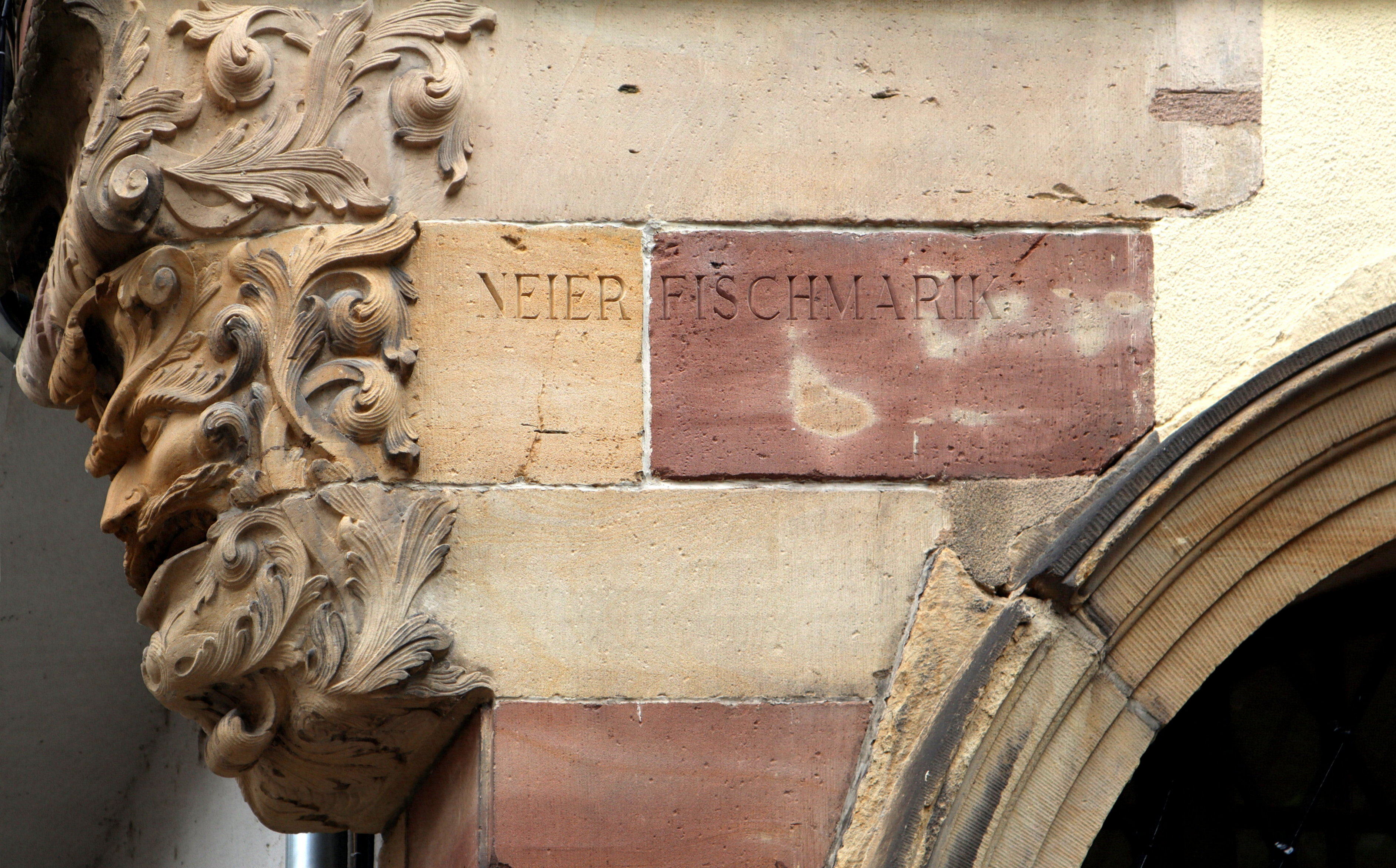
Maison 2, place du Marché-aux-Poissons

- no 2 : Cette maison dite « Au blaireau » se situe sur l'emplacement d'une construction mentionnée au XIIIe siècle sous le nom de Domus ad nasum in aqua (« la maison au nez dans l’eau »), renommée Zum langen Nasen (« au long nez ») au XVIIIe siècle. L'immeuble a été reconstruit, probablement dans la première moitié du XVIIIe siècle. Les encadrements et moulurations des fenêtres du premier étage témoignent de survivances Renaissance, auxquelles se sont ajoutées quelques innovations, telles que les fenêtres cintrées du second étage et le toit à la Mansart[6]. L'édifice fait l'objet d'une inscription au titre des monuments historiques depuis 1935[7].
- no 3 : Ancienne maison d'artisan, elle a probablement été reconstruite au XVIIIe siècle, mais conserve des réminiscences de la Renaissance, tel l'encorbellement supporté par une console ornée d'un masque dans un décor végétal, à l'angle de la rue du Dévidoir[6].
- no 4 : La maison dite du négociant Zollikofer présente deux façades assez différentes l'une donnant sur la place, l'autre, plus prestigieuse, sur la rivière.
En 1747, Jacques Christophe Zollikofer, un riche négociant, achète une maison donnant sur la place et dont le jardin donne sur l'Ill. En 1756, son fils Simon, également négociant, construit sa propre maison sur le jardin de son père et, à la mort de celui-ci en 1774, réunit les deux propriétés. Gustave Adolphe Hummel acquiert la maison en 1847, procède à d'importantes transformations, reconstruisant notamment la façade donnant sur la place et surélevant le tout[6].
La façade sur la place (époque Restauration) a été restaurée à plusieurs reprises, notamment après le bombardement du 11 août 1944[8]. Elle compte huit travées de baies[9].
La façade de prestige vers l'Ill, caractéristique du « rococo strasbourgeois » (1745-1770[8]), ornée de dix mascarons, compte quatre niveaux et sept travées de fenêtres. Le premier étage est doté d'un balcon sur quatre consoles[9].

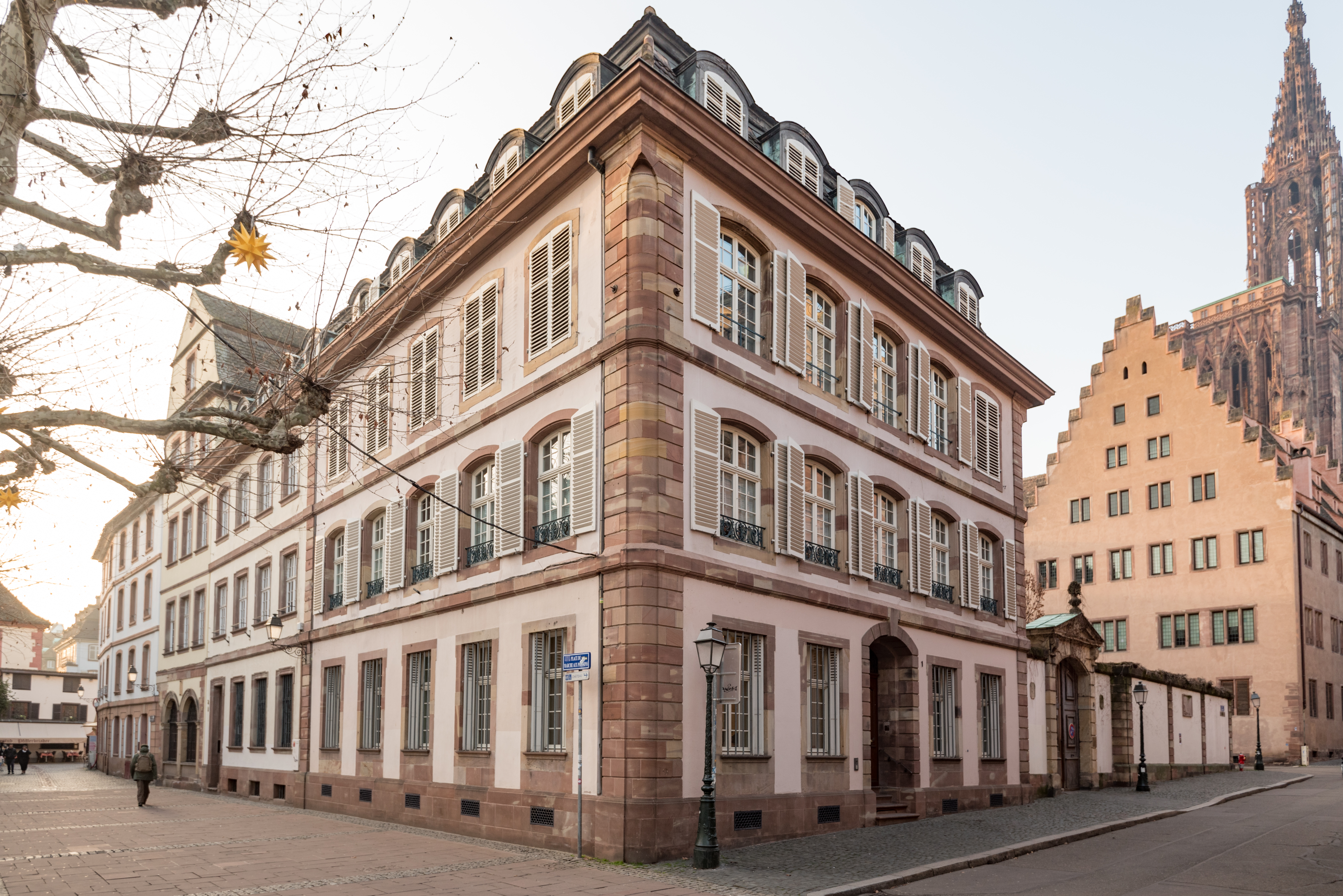
Le no 1 à l'angle de la rue de Rohan.
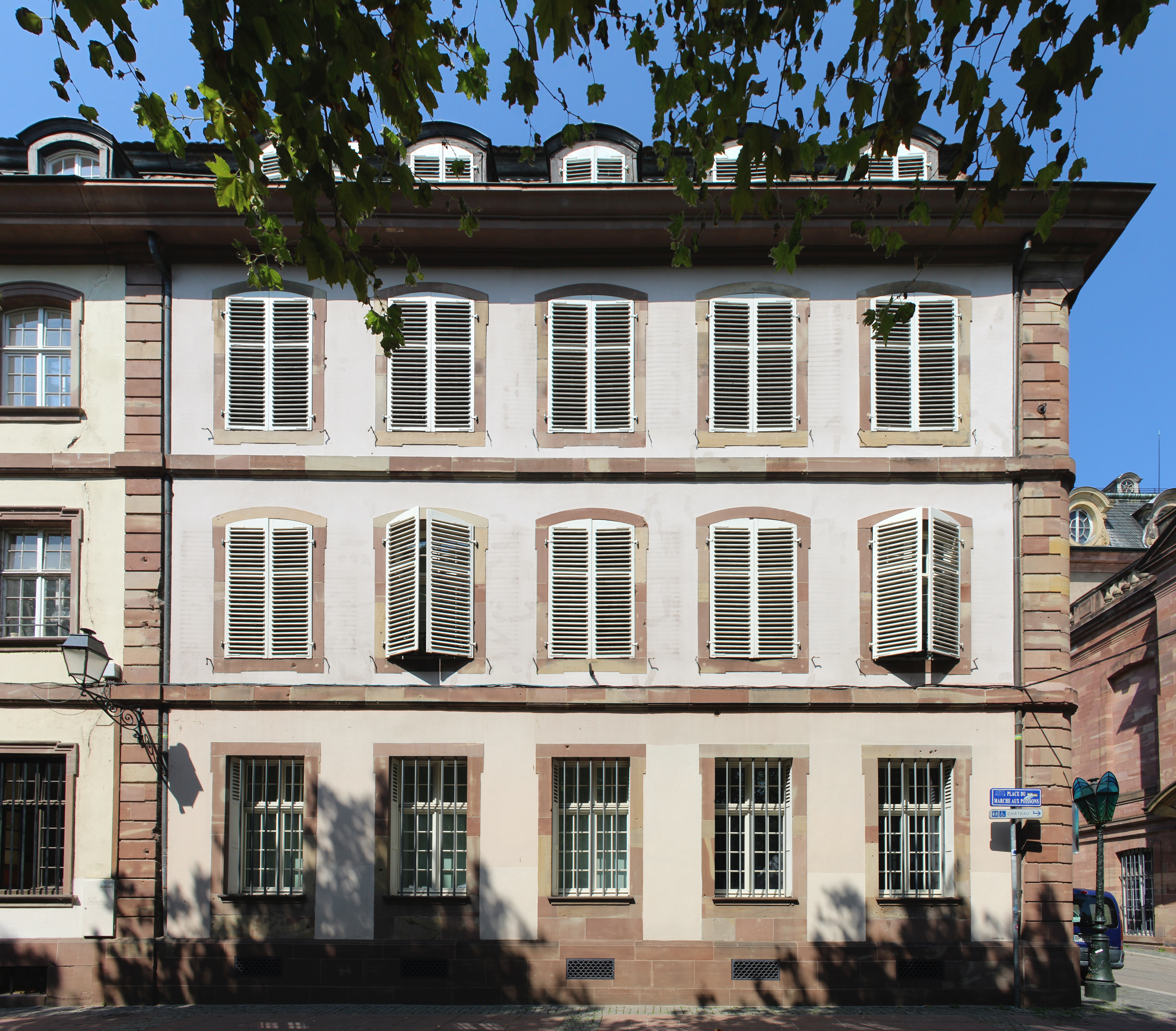
Fenêtres cintrées et toit à la Mansart au no 2.
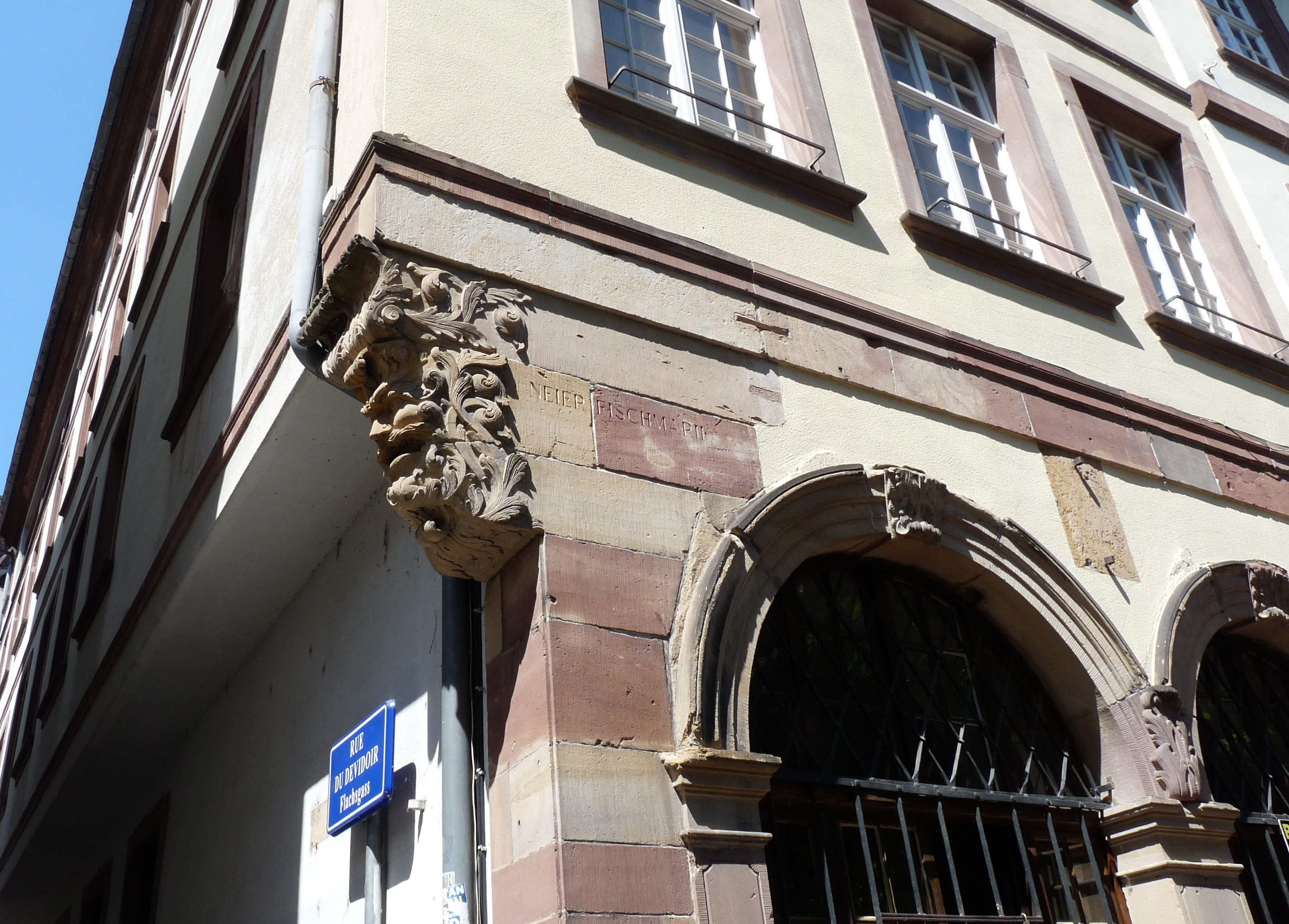
Au no 3, console sculptée d'un masque grimaçant.
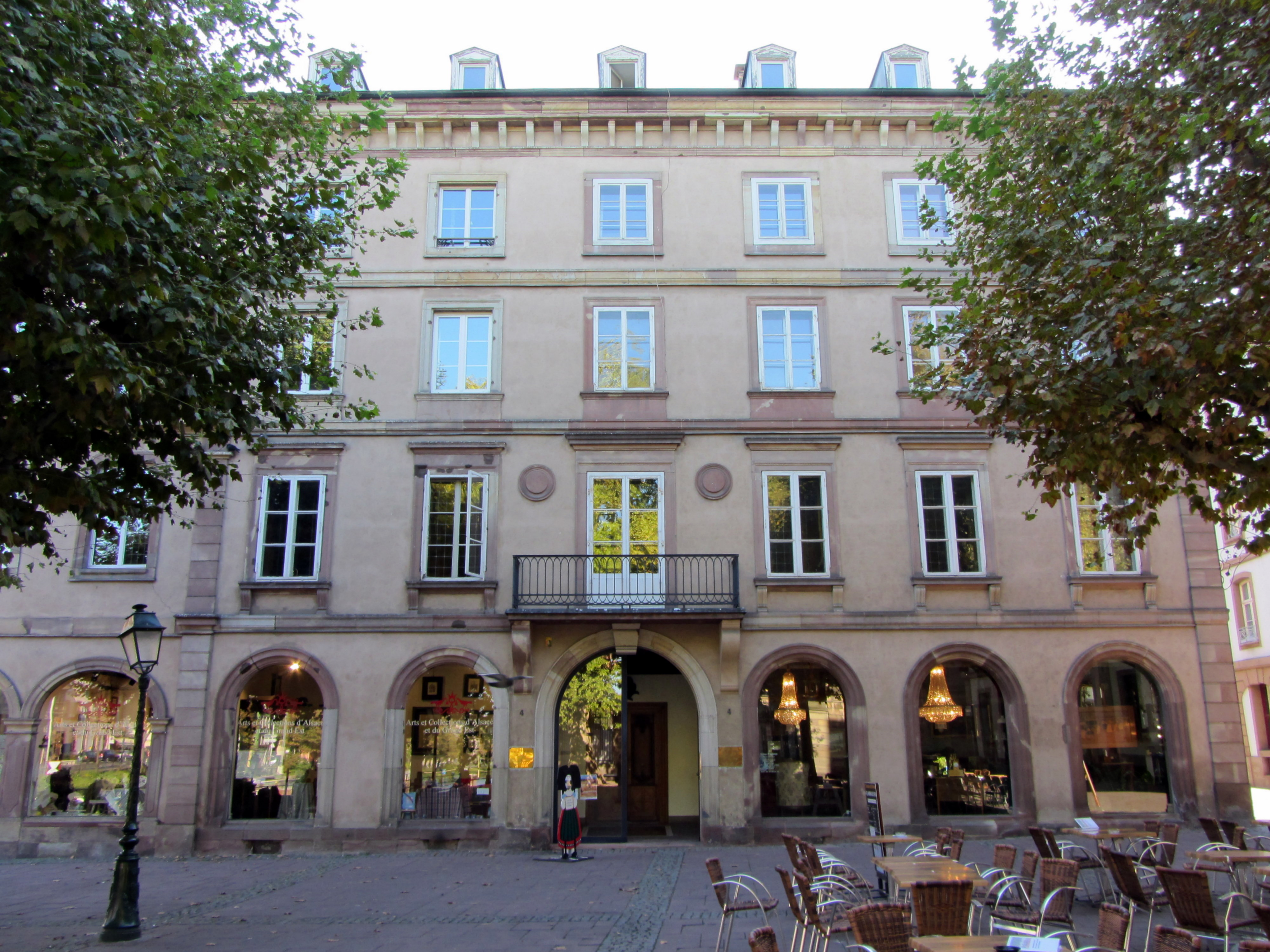
Le no 4, façade sur la place.
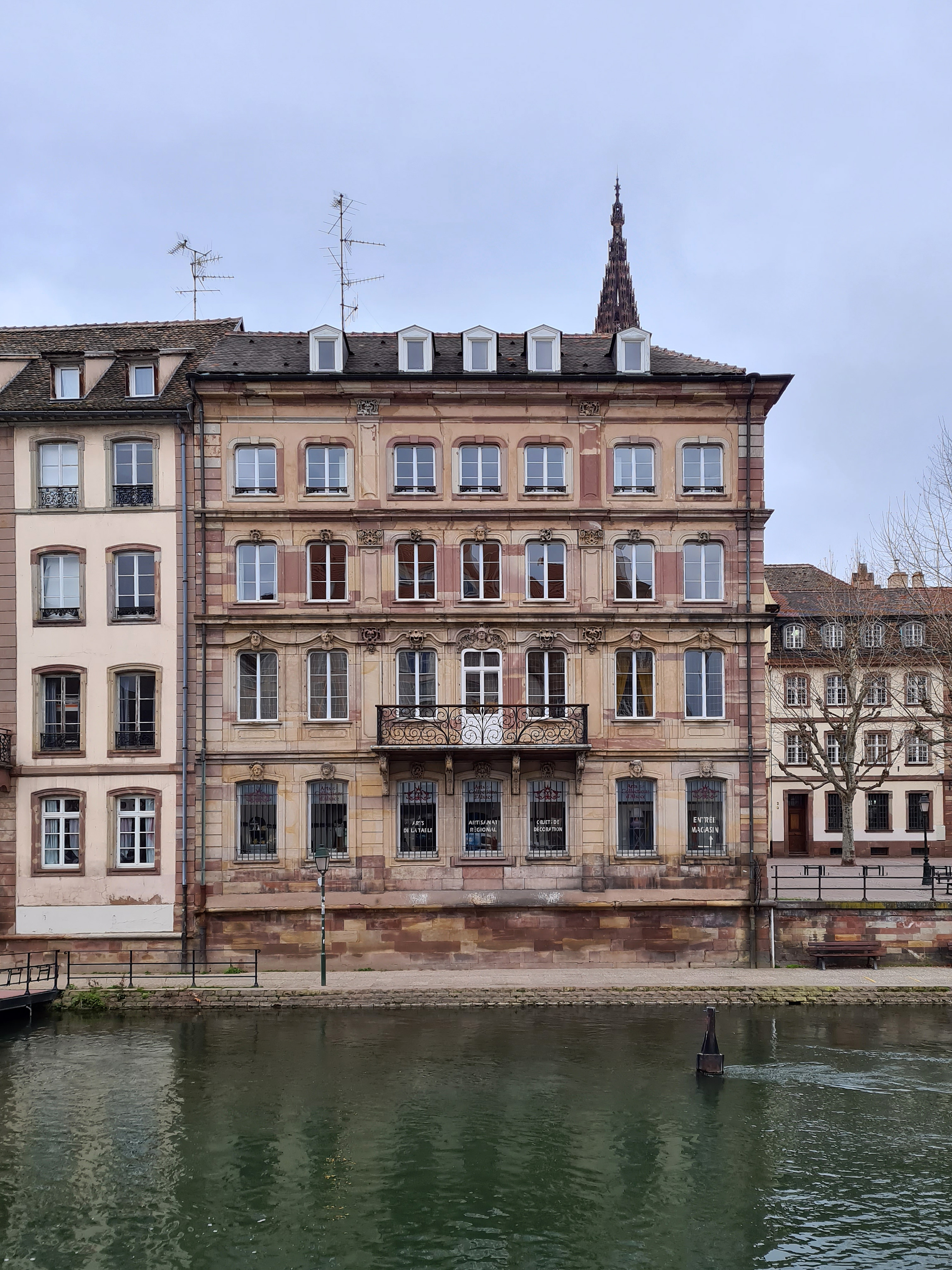
Le no 4, façade sur l'Ill.

- L'ancienne fontaine, en forme de coquille Saint-Jacques, a été remplacée en 1973 par une sculpture contemporaine en cuivre figurant un poisson volant[2], due à Jean-Richard Haeusser[10].